# Rona Özkan
Rona Özkan (* 23. Februar 1994 in Hamburg) ist eine deutsche Schauspielerin. 

## Leben
Özkan wuchs in Hamburg auf und machte dort 2013 ihr Abitur. 
Von 2001 bis 2008 besuchte sie die TASK Schauspielschule für Kinder & Jugendliche. Ihre erste Rolle spielte sie 2002 mit acht Jahren in einer ARD-Produktion. Seitdem wirkte sie in mehreren Film- und Hörbuchproduktionen mit. Ihre erste Hauptrolle spielte sie von 2006 bis 2009 in der KI.KA-Kinderkrimiserie Krimi.de Hamburg.
Von September 2015 bis September 2016 stand sie für die Serie Gute Zeiten, schlechte Zeiten vor der Kamera, wo sie die Rolle der ‚Selma Özgül‘ spielte. Seit dem 6. Oktober 2017 (Folge 39) spielt sie die Rolle der ‚Ava Edemir‘ in der TV-Serie Bettys Diagnose.

## Filmografie
- 2002: Das Konto (Fernsehfilm)
- 2004: Alim Market (Kurzfilm von Özgür Yildirim)
- 2006–2009: Krimi.de Hamburg (Fernsehserie, 6 Folgen)
- 2014: 5 Satansbraten (Fernsehfilm)
- 2015–2016: Gute Zeiten, schlechte Zeiten (Fernsehserie)
- 2015: Um Himmels Willen (Fernsehserie)
- 2016: Löwenzahn (Fernsehserie, Folge 36x04)
- seit 2017: Bettys Diagnose (Fernsehserie)
- 2018: SOKO Köln – Tod im Team
- 2019: Curiosity killed the Cat (Kurzfilm)
- 2020: In aller Freundschaft – Die jungen Ärzte (Fernsehserie, Folge 225 Spiegel)
- 2021: Tatort: Neugeboren (Fernsehreihe)
- 2022: Over & Out
- 2022: Die Füchsin: Alte Sünden (Fernsehserie, Folge 8)
- 2023: Das gläserne Kind
- 2024: BILLIE (Kino)
- 2024: Sarah Kohr
- 2025: Polizeiruf 110: Widerfahrnis

## Bühne
- 2003: Nach Bajeux Deutsches Schauspielhaus Hamburg

## Hörbücher
- 2010: Osman – der Dschinn in der Klemme
- 2013: Radio-Tatort „Der Schläfer“